# チボル・ゾルターン
チボル・ゾルターン（Czibor Zoltán, 1929年8月23日 - 1997年9月1日）は、ハンガリー出身のサッカー選手。ポジションはフォワード（左ウイング）。1950年代にマジック・マジャールと呼ばれたハンガリー代表の一員。俊敏な動きの突破を持ち味としており、その予測不能な動きから「悪魔の遊戯（ハンガリー語: Játékát sátáninak）」「愚か者（ハンガリー語: Bolondnak becézték）」と称された。

## 経歴

### クラブ
若い頃は鉄道の機関士として働きながら地元のアマチュアクラブでプレーをしていたが、1948年にフェレンツヴァーロシュTCへ入団すると1948-49シーズンに17得点を挙げリーグ優勝に貢献した。チェペルSCを経て、1951年にブダペスト・ホンヴェードへ移籍し中心選手として活躍した。ハンガリー時代にはリーグ戦175試合出場100得点を記録した。
ホンヴェードでは1954年と1955年にリーグ連覇を達成し、1955年には20得点を挙げ得点王となったが、翌1956年にUEFAチャンピオンズカップ1回戦のアスレティック・ビルバオ戦の為に遠征中にハンガリー動乱が発生。1958年にラディスラオ・クバラの勧誘によりシャーンドル・コチシュと共にスペインのFCバルセロナへ移籍した。
バルセロナでは1958年9月14日のバレンシアCF戦でリーグデビューをすると、中心選手として1959年、1960年のリーグ連覇、1960年のインターシティーズ・フェアーズカップ（UEFAカップの前身）決勝のバーミンガム・シティ戦では2得点を決め優勝に貢献。1960-61シーズンのUEFAチャンピオンズカップでは準優勝に貢献した。
1961年にバルセロナを退団すると、スペインのRCDエスパニョールやCEエウロパ、スイスのFCバーゼルやオーストリアのアウストリア・ウィーンを渡り歩き、カナダのトロント・シティで現役を引退した。

### ハンガリー代表
ハンガリー代表としては、1949年5月8日のオーストリア戦で代表デビューをした。彼はプスカシュ・フェレンツ、コチシュ・シャーンドル、ヒデクチ・ナーンドルらと共にマジック・マジャールと称されたハンガリー代表の中心選手として、1952年ヘルシンキオリンピック金メダル、1953年にウェンブリー・スタジアムで行われたイングランドとの親善試合における勝利、1954年のFIFAワールドカップ・スイス大会準優勝などに貢献。1956年10月14日のオーストリア戦で退くまで国際Aマッチ43試合出場17得点を記録した。

### その後
引退後はスペインのバルセロナで「美しく青きドナウ（ハンガリー語: Kék Duna nevű）」という名のコーヒーショップを経営していたが、東欧民主化後の1990年にハンガリーへ帰国した。1995年にはハンガリーオリンピック委員会から表彰を受けたが、1997年9月1日に死去した。68歳没。